# Загальні вибори 1963 року у Венесуелі
Загальні вибори 1963 року у Венесуелі — президентські та парламентські вибори, що відбулись 1 грудня 1963 року. Другі загальні вибори, проведені після падіння 1958 року військового режиму генерала Маркоса Переса Хіменеса. Пройшли в обстановці громадянської війни, що почалась 1962 року.

## Результати

### Загальні дані
|                     | Голоси    | %     |
| ------------------- | --------- | ----- |
| Зареєстровано       | 3.369.968 | 100%  |
| Разом проголосували | 3.107.527 | ?%    |
| Визнано дійсними    | 2.918.877 | ?%    |
| Недійсні бюлетені   | 188.650   | 6,07% |
| Утримались          | 262.441   | 7,79% |

### Президентські вибори
Кандидати:
- Артуро Услар П'єтрі , Національний незалежний фронт — професор, відомий письменник, політик, телепродюсер. Раніше займав пости міністра освіти (1939) й міністра внутрішніх справ (1945).
- Ерман Боррегальєс , Рух національної дії — журналіст, письменник і політик.
- Ховіто Вільяальба, Республіканський демократичний союз — політик.
- Рафаель Кальдера , Соціал-християнська партія — КОПЕЙ — адвокат, соціолог, політик, письменник та оратор.
- Рауль Леоні, партія Демократична дія. Політик, адвокат і масон.
- Рауль Рамос Хіменес, Революційна партія національної інтеграції. Політик.
- Вольфганг Ларрасабаль Угуето, коаліція Республіканський демократичний союз. Військовик і політик, контр-адмірал, глава Тимчасової урядової хунти 1958 року.

| Кандидат                     | Портрет | Партія                                       | Голоси  | %     |
| Рауль Леоні                  |         | Демократична дія                             | 957.574 | 32,81 |
| Рафаель Кальдера             |         | КОПЕЙ                                        | 589.177 | 20,19 |
| Ховіто Вільяальба            |         | Республіканський демократичний союз          | 551.266 | 18,89 |
| Артуро Услар П'єтрі          |         | Республіканський демократичний союз          | 469.363 | 16,08 |
| Вольфганг Ларрасабаль Угуето |         | Коаліція Республіканський демократичний союз | 275.325 | 9,43  |
| Рауль Рамос Хіменес          |         | Революційна партія національної інтеграції   | 66.880  | 2,29  |
| Ерман Боррегальєс            |         | Рух національної дії                         | 9.292   | 0,32  |

### Вибори до Національного конгресу
| Партія                                    | Голоси    | %    | Депутатські місця | Депутатські місця | Депутатські місця | Депутатські місця |
| Партія                                    | Голоси    | %    | Палата депутатів  | +/-               | Сенат             | +/-               |
| ----------------------------------------- | --------- | ---- | ----------------- | ----------------- | ----------------- | ----------------- |
| Демократична дія                          | 936,124   | 32.7 | 66                | -7                | 22                | -10               |
| КОПЕЙ                                     | 595,697   | 20.8 | 39                | +19               | 8                 | +2                |
| Демократичний республіканський союз       | 497,454   | 17.4 | 29                | -5                | 7                 | -4                |
| Національний незалежний фронт             | 381,600   | 13.3 | 22                | Вперше            | 5                 | Вперше            |
| Народний демократичний фронт              | 274,096   | 9.6  | 16                | Вперше            | 4                 | Вперше            |
| Опозиційна демократична дія               | 93,494    | 3.3  | 5                 | Вперше            | 1                 | Вперше            |
| Соціалістична партія Венесуели            | 24,670    | 0.9  | 1                 | +1                | 0                 | 0                 |
| Незалежний національний виборчий рух      | 18,510    | 0.6  | 1                 | +1                | 0                 | 0                 |
| Рух національної дії                      | 15,746    | 0.6  | 0                 | Вперше            | 0                 | Вперше            |
| Істинна національна партія                | 14,555    | 0.5  | 0                 | Вперше            | 0                 | Вперше            |
| Група S Народний виборчий хрестовий похід | 4,230     | 0.1  | 0                 | Вперше            | 0                 | Вперше            |
| Недійсні бюлетені                         | 197,708   | -    | -                 | -                 | -                 | -                 |
| Разом                                     | 3,059,434 | 100  | 179               | +47               | 47                | -4                |
| Джерело: D.Nohlen                         |           |      |                   |                   |                   |                   |